# Travesio
Travesio (friuli nyelven Travês) település Olaszországban, Friuli-Venezia Giulia régióban, Pordenone megyében. Lakosainak száma 1788 fő (2023. január 1.). Travesio Castelnovo del Friuli, Meduno, Pinzano al Tagliamento, Sequals és Tramonti di Sotto községekkel határos.

## Népesség
A település lakossága az elmúlt években az alábbi módon változott:

| 2018 | 1 790 |
| 2023 | 1 788 |